# Рибак Сергій Олександрович
Сергі́й Олекса́ндрович Риба́к — український політик, викладач та економіст. Лауреат державної премії України в галузі науки і техніки (2009).

## Життєпис
Народився 1970 року в Києві. Закінчив у 1992 році Київський державний університет за фахом інженера-геолога. У 1999 році закінчив також Український фінансово-економічний інститут. У 1996—2000 роках навчався в аспірантурі Інституту світової економіки і міжнародних відносин НАН України
У 2002 році працював начальником Головного управління економічного аналізу і планування податкових надходжень Державної податкової адміністрації України
У 2002—2003 рр. — начальник департаменту Міністерства фінансів в уряді Януковича.
У Верховній Раді в 2006 та 2008—2010 роках помічник депутатів Василя Біби та Миколи Азарова .
У 2006—2007 роках — заступник міністра фінансів Миколи Азарова у другому уряді Януковича. Провідний науковий співробітник Інституту світової економіки і міжнародних відносин НАН України у 2008—2010 роках.
У 2010—2014 — заступник міністрів фінансів Федора Ярошенка та Юрія Колобова.
З 2014 р. — доцент у КНУКіМ. Викладає курси «Міжнародні економічні відносини» та «Основи світової політики».
Керівник компанії «ВОЛДСКІЛЛС УКРАЇНА» Член редколегії журналу «Економіка України».